# Штром, Александр Михайлович
Александр Михайлович Штром (1857-?) — русский банкир, председатель правления Ростовского Общества взаимного кредита, почётный гражданин Ростова.

## Биография
Родился в 1857 году, образование получил в Училище Святой Анны по реальному отделению.
В 1880 году Штром начал банковскую службу, на которой провёл более 30 лет. С 1906 по 1912 год Штром сумел увеличить баланс Общества взаимного кредита с 7,7 до 14,5 млн рублей, при этом число членов выросло с 865 до 1233 человек.
В 1912 году организовал строительство доходного дома (архитектор Л. Ф. Эберг).
Помимо Общества взаимного кредита, в разное время занимал ряд других должностей в коммерческих и общественных организациях. Он был членом совета Центрального банка Общества взаимного кредита в Санкт-Петербурге, членом правления частного ломбарда в Ростове-на-Дону, членом Биржевого общества, председателем попечительного совета женской гимназии Андреевой, членом правления общества помощи учащимся в высших учебных заведениях, товарищем председателя общества изящных искусств, членом правления общества попечения о детях, членом общества помощи в низших учебных заведениях. Также претендовал на пост директора ростовского отделения Императорского Русского музыкального общества.
Кавалер ордена Святого Владимира IV степени.